# Westerberg (Ruhpolding)
Der Westerberg ist ein 1076 m ü. NHN hoher Berg nordwestlich von Ruhpolding im oberbayerischen Landkreis Traunstein, der zu den Chiemgauer Alpen gehört. 

## Geographie
Der Gipfel des Westerbergs, oft auch als Westernberg bezeichnet, liegt 2,6 Kilometer westnordwestlich des Ortszentrums von Ruhpolding (Luftlinie, vom Bahnhof), das er um etwas mehr als 400 Meter überragt. Zusammen mit der nur 400 Meter weiter nordöstlich anschließenden, 1168 Meter hohen Platte bildet er einen Bergstock, dessen untergeordneten Südwest-Gipfel er im Grunde genommen darstellt. Die Platte wird aber meist nicht gesondert erwähnt, sondern ebenfalls zum Westerberg gerechnet.

### Hydrographie
Der Westerberg wird auf seiner Südwest-, Süd- und Ostseite vom Steinbach umflossen, der bei Wiesen linksseitig in die Weiße Traun mündet. Seine Westseite entwässert der Haargaßgraben, der bei Bacherwinkl linkerhand in den Steinbach fließt. Von der Ostseite des Westerberggipfels und von der Südseite der Platte zieht der Brandlgraben herab, ein weiterer linker Nebenfluss des Steinbachs. Der vereinte Bergstock Westerberg-Platte wird im Norden vom Wundergraben und vom Haargaßgraben gegen den Haargaßberg (1210 m) abgesetzt. Der Wundergraben entspringt an der 1106 Meter hohen Einsattelung zwischen Platte und Haargaßberg und fließt nach Osten Richtung Steinbach, den er unterhalb vom Ruhpoldinger Ortsteil Am Wundergraben auf dessen linker Seite erreicht. Die Westseite des Sattels drainiert der Haargaßgraben.

### Zugang
Zum waldbestandenen Gipfel des Westerbergs besteht kein markierter Zugang, er kann aber vom Gipfel der Platte aus erreicht werden. Zur Einsattelung zwischen Platte und Haargaßberg führt eine Forststraße von Bacherwinkl herauf. Sie passiert die Haargaßgraben-Diensthütte westlich unterhalb der Platte. Vom Sattel geht es dann über einen Weg und einen Steig zum Gipfel der Platte und sodann nach Südwesten weglos absteigend zum Gipfel des Westerbergs.

## Geologie
Der Bergstock des Westerbergs wird geologisch aus mesozoischen Sedimentgesteinen der Allgäu-Decke aufgebaut. Den Gipfel unterlagern Chiemgau-Schichten des Doggers. Diese bilden hier eine lokale, Ostsüdost-streichende Aufsattelung innerhalb einer generell Südsüdwest-einfallenden Schuppe, die nördlich des Haargaßbergs gegen ihr vorgelagerte kleinere Schuppen angepresst ist. Das Aufschiebungsniveau bilden Raibler Schichten. 
Die benachbarte Platte besteht ihrerseits aus der unterjurassischen Allgäu-Formation und am Sattel zum Haargaßberg tritt dann  erstmals die Kössen-Formation in Erscheinung. Richtung Haargaßberg folgen Plattenkalk und Hauptdolomit. 
Die Südflanke des Westerberg-Gipfels zeigt die Abfolge oberjurassische Ruhpolding- und Ammergau-Formation sowie unterkretazische Schrambach-Formation. Eine steilstehende, in der Streichrichtung verlaufende Störung wiederholt erneut das Jura/Unterkreide-Schichtpaket. Zirka 200 Meter vor Erreichen des Steinbachs tritt erstmals die Branderfleck-Formation des Cenomaniums zu Tage, welche im Tal des Steinbachs eine große Ostsüdost-streichende Muldenstruktur (Steinbach-Mulde) bildet.

### Eiszeiten und Postglazial

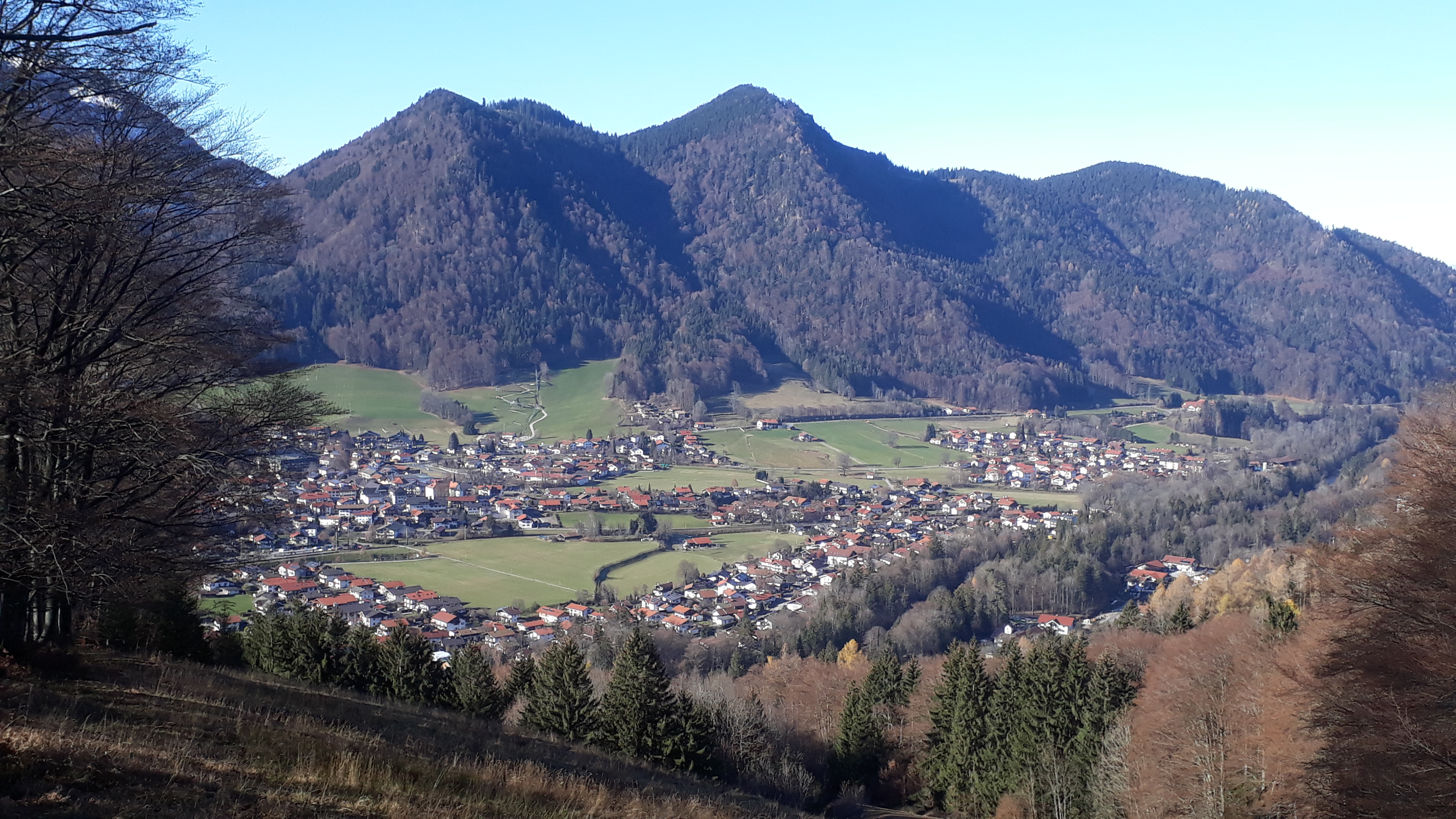
Blick vom Zeller Berg zum Westerberg mit Platte (links), Haargaßberg (Mitte) und Neustadler Berg (rechts).

Während der Würm-Kaltzeit und dem folgenden Holozän wurde das Anstehende am Westerberg geomorphologisch überprägt. So hat der durch das Steinbachtal vordringende Seitenast des Tiroler-Achen-Gletschers am Ostfuß des Westerbergs seine Vorstoßschutter und darüber Moränenmaterial hinterlassen. Moränenablagerungen am Steinbach bei Bacherwinkl stammen von einem Lokalgletscher des Hochfellngebiets, der von der Strohnschneid herabgezogen war. Außerdem wird die gesamte Ost- und Südflanke des Westerberges von Hangschutt verhüllt, welcher sich auch in den Talungen des Brandl- und Haargaßgrabens wiederfindet. Blockschutt tritt am Ostfuß unterhalb eines jurassischen Felssporns zu Tage. Vom Wundergraben wurde in der Talung ein großer Schwemmfächer abgelagert. Hang-, Blockschutt und Schwemmfächer sind spätglaziale bis holozäne Bildungen.

## Ökologie
Der Westerberg ist größtenteils bewaldet, seine Südseite wird als Steinbergwald bezeichnet. Nur entlang seines Bergfußes am Steinbach wurde gerodet und der Berg in Wiesenlandschaft verwandelt. Gerodet wurde vor allem um Steinberg und Obergschwendt, wobei die Rodungen zwischen Bacherwinkl und Steinberg bis auf 850 Meter hinaufreichen.
Am Ostfuß des Westerbergs ist die Teilfläche Obergschwendt als FFH-Gebiet der Extensivwiesen um Ruhpolding ausgewiesen. Sie liegt zwischen Obergschwendt und Am Wundergraben auf 670 bis 740 Meter Höhe.

## Sport
Unmittelbar nördlich von Obergschwendt besteht eine Schleppliftanlage (Westernberg-Skilift – Höhendifferenz 675 bis 740 Meter). Dieser recht flache Osthang ist ideal für Kinder und Skianfänger. Nur unweit Richtung Wundergraben wurde neuerdings eine Sommer-Rodelbahn (Chiemgau Coaster Sommerrodelbahn) errichtet.